# Українсько-естонські відносини
Дипломати́чні відно́сини між Естонією та Україною встановлено 1992 року. Тоді ж відкрито посольство Естонії в Україні (м. Київ, вул. Володимирська).

## Історія
На початку XX століття українські та естонські політичні сили співпрацювали в рамках Союзу автономістів, Союзу народів, Ліги інородницьких народів Росії та З'їзду народів Росії.

### Відносини між Українською Народною Республікою та Естонською Республікою у 1918—1921 роках

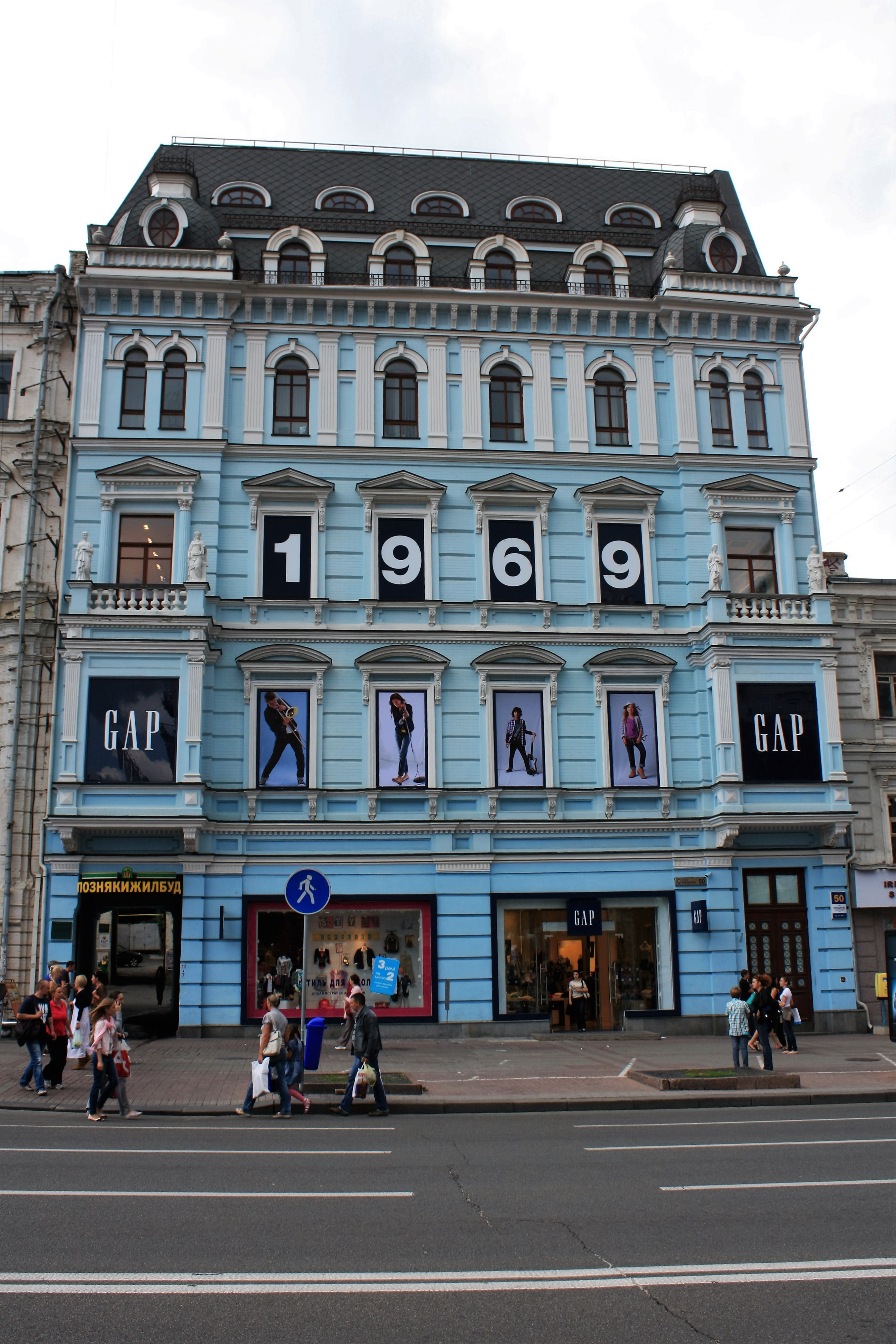
Будинок, у якому з 1916 року знаходилось Київське естонське товариство. Україна, Київ, вул. Хрещатик, 50

Першою спробою встановити українсько-естонські дипломатичні контакти стало рішення Правління Київського естонського товариства наділити свого керівника Едуарда Рітсона повноваженнями представництва інтересів громадян Естонії при Уряді Української Держави «до прибуття в Україну офіційного представника», прийняте ним 9 грудня 1918 року. 10 грудня він подав в українське Міністерство закордонних справ доповідну записку про визнання Естонської Республіки Антантою і деякими нейтральними державами, а 12 грудня 1918 року — звернення до уряду як Тимчасовий представник інтересів естонців в Українській Державі з проханням визнати за ним право видавати національні паспорти, що дозволило б уникнути непорозумінь в питаннях мобілізації. Однак з питання визнання його представником Естонської Республіки виникли принципові дискусії — експертну оцінку було доручено провести досвідченому юристу і дипломату Отто Ейхелману. У своїй відповіді останній запропонував вирішити питання на підставі українського закону про громадянство з огляду на те, що подане надання повноважень формально не має юридичного значення, оскільки про «існування такої самостійної держави» нічого не відомо  — на той момент проголошену 24 лютого 1918 року Естонську Республіку захопили більшовицькі війська і проголосили Комуну трудового народу Естонії.

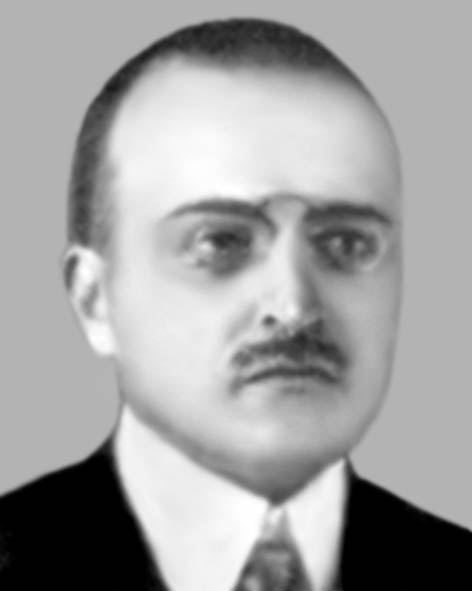
Євген Голіцинський — перший посол України в Естонії

Після перемоги в Україні Антигетьманського повстання Рітсон подав повторне прохання вже до Міністерства закордонних справ відновленої Української Народної Республіки. У відповідь 30 грудня 1918 року уряд УНР надав Едуарду Рітсон охоронний лист як представнику Естонії в Україні. УНР направила свого офіційного представника в Естонію майже через рік, ним у листопаді 1919 року став Євген Голіцинський. У березні 1920 року Естонія офіційно визнала незалежність УНР.
На міжнародній арені азербайджансько-українська співпраця відобразилося в спільному виступі на Паризькій мирній конференції — у відповідь на визнання 12 червня 1919 року Верховною радою Антанти уряду Колчака єдиним законним урядом на всьому постімперському просторі, представники тепер вже суверенних держав — Естонії, Грузії, Північного Кавказу, Білорусії, України та Азербайджану 17 червня підписали спільну ноту «протесту». Також УНР та Естонія брали участь в Тартуський конференції балтійських країн в жовтні 1919 року (Естонія на правах повноправного учасника, УНР на правах спостерігача. Державами була визнана необхідність створення військово-політичного союзу) і в конференції у Булдурі в серпні 1920 року (брали участь як рівноправні учасники). За підсумками конференції були створені Рада уповноважених балтійських держав і Рада військових представників країн-учасниць.
Місія УНР в Талліні діяла до січня 1921 року, її останнім фактичним керівником став секретар Михайло Паращук.
Представники Естонії в Україні:
- доктор Едуард Рітсон. Призначений 9 грудня 1918 року[2].

Посли України в Естонії:
- Євген Голіцинський. Призначений у листопаді 1919 року[1];
- Володимир Кедровський. Призначений 16 грудня 1919 року. За сумісництвом посол в Латвії, Литві та Фінляндії[5].

Міжурядові договори:
- Проект політичної конвенції між Польщею, Латвією, Литвою, Україною, Фінляндією та Естонією за підсумками конференції у Булдурі від 31 серпня 1920 року[3].

Офіційні ноти:
- З боку України:
  - Декларація уряду УНР про зміцнення добросусідських відносин з Румунією і солідарними з Україною балтійськими, чорноморськими та кавказькими країнами від 2 червня 1920 року[3].

### Відносини між Українською СРР та Естонською Республікою у 1921—1923 роках

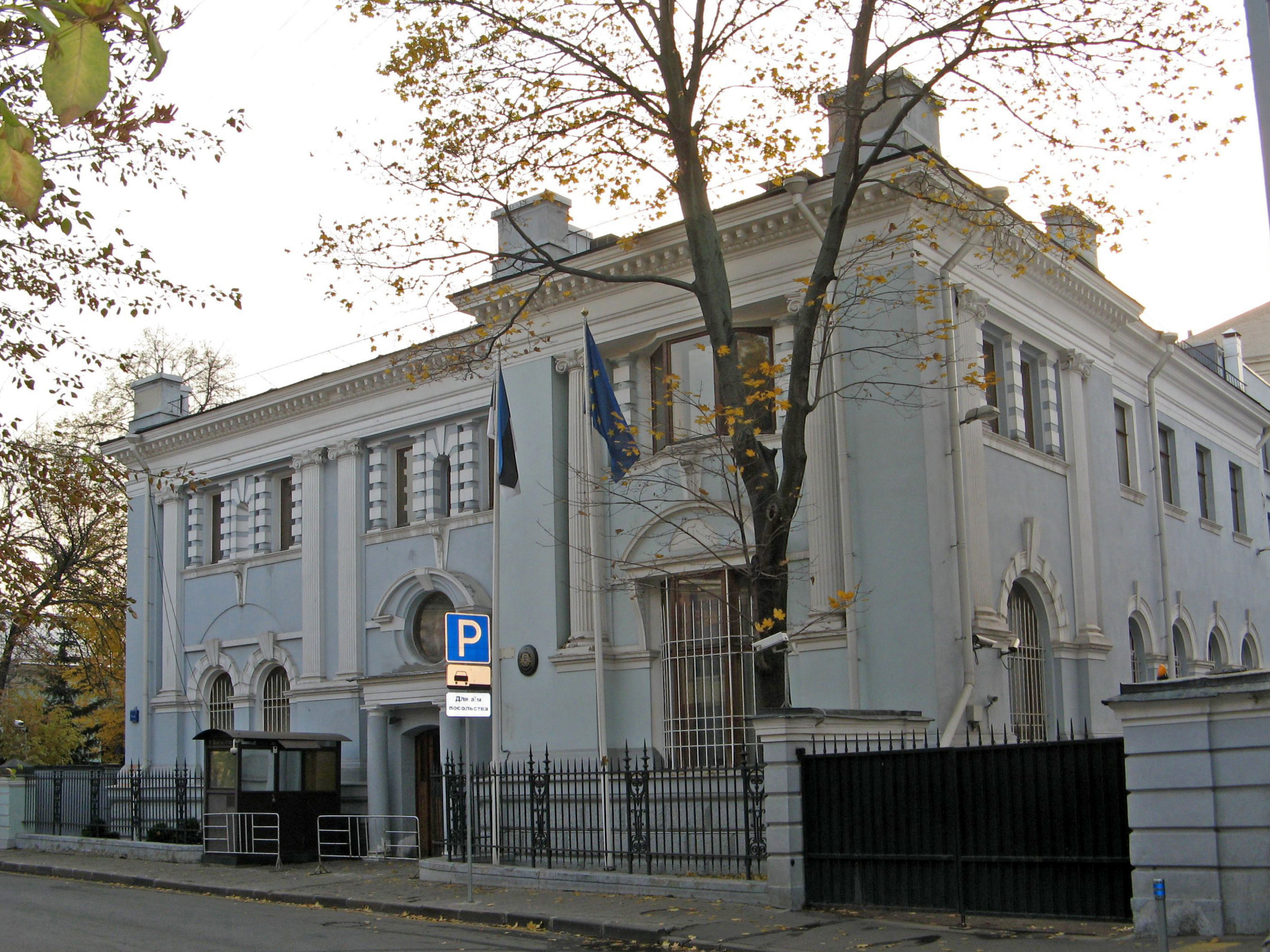
Посольство Естонії в Росії — у 1921—1922 роках за сумісництвом посольство Естонії в УСРР. Росія, Москва, Малий Кисловський провулок, 5

Восени 1920 року Уряд Естонії звернувся до Ради народних комісарів УСРР з проханням надати естонцям, які проживали на території України, «статус іноземних громадян». У відповідь на це прохання Уряд Української Соціалістичної Радянської Республіки запропонував спочатку укласти політичний договір — відповідна позиція була продиктована бажанням Ради народних комісарів РСФРР, яка вже уклала на той момент Тартуський мирний договір з Естонією, використати українсько-естонський договір для протидії «польському впливу». Згоду керівництва Естонської Республіки на проведення політичних переговорів представники Радянської України отримали в грудні 1920 року під час радянсько-польських мирних переговорів в Ризі.
Узгодження умов переговорів відбувалося з червня по жовтень 1921 року. Місцем їх проведення спочатку була обрана Рига, проте в подальшому було прийнято рішення перенести їх до Москви. Гостро постало питання черговості укладення договорів — естонська сторона наполягала на укладенні в першу чергу договору про репарації, радянська — на першочерговості політичної угоди. Крапку в дипломатичному протистоянні поставив ультиматум Голови РНК УСРР Християна Раковського, яким він вирішив «натиснути» на естонську сторону — 30 червня він заявив про відмову в наданні естонцям, які проживали в Україні, статусу іноземних громадян і розповсюдження на них радянського законодавства, що означало початок їх призову на військову службу до лав Червоної армії. Після цього сторонами була прийнята радянська дорожня карта підписання угод.

Євген Терлецький — перший і єдиний повноважний представник УСРР в країнах Балтії

25 листопада 1921 року був підписаний «Договір між УСРР та Естонією», який передбачав: взаємне визнання, відмову від будь-яких фінансових претензій, заборону на перебування на територіях підписантів осіб, військових формувань і організацій, що ставили за мету повалення уряду та існуючого політичного ладу у протилежній державі-підписантці; нейтралітет на випадок війни однієї зі сторін угоди з третьою стороною; встановлення дипломатичних відносин. Також цього дня було підписано угоду «Про порядок оптиці громадянства» та «Правила вивезення майна осіб, оптуючих українське (естонське) громадянство». Сторони домовилися про репатріацію естонців і повернення частини майна, в тому числі бібліотек, архівів, художніх творів, документів, вивезених російськими військами з Естонії під час Першої світової війни і залишених в Україні. Надалі були підписані: «Додатковий протокол до ст. XVI Договору між УРСР та Естонією» (27 травня 1922 року), «Додатковий протокол до Договору між УРСР та Естонією» (18 грудня 1922 року) та «Санітарна конвенція» (25 червня 1923 року). Повноважним представником УСРР в державах Балтії був призначений уповноважений у справах репатріації Євген Терлецький, його заступником по Естонії — М. Гордон. Послом Естонії в УСРР за сумісництвом був призначений посол у РСФРР Тиніс Варес.
Повноважні представники УСРР в країнах Балтії:
- Євген Терлецький. Призначений У 1921 році[6].

Посли Естонії в УСРР: 
- Тиніс Варес. Призначений в 1921 році. За сумісництвом посол в РСФРР[6][7].

Міжурядові угоди:
- Договір між УРСР та Естонією від 25 листопада 1921 року[6];
- Угода «Про порядок оптиці громадянства» від 25 листопада 1921 року[6];
- Правила вивезення майна осіб, оптуючих українське (естонське) громадянство від 25 листопада 1921 року[6];
- Додатковий протокол до ст. XVI Договору між УСРР та Естонією від 27 травня 1922 року[6];
- Додатковий протокол до Договору між УСРР та Естонією від 18 грудня 1922 року[6];
- Санітарна конвенція від 25 червня 1923 року[6].

## Надзвичайні та Повноважні посли Естонії в Україні
1. Андрій Біров (1992–1995),
2. Тійт Матсулевич (1996–1999),
3. Тійт Набер (1999–2001),
4. Леттенс Пауль (2001–2006),
5. Яан Хейн (2007–2011)
6. Лаурі Лепік (2011–2012)
7. Сулев Канніке (2012-2014)
8. Яке Майно (2014-)

## Договірно-правова база
Договірно-правова база відносин між Україною та Естонською Республікою охоплює широкий спектр галузей двостороннього співробітництва, включаючи політичну, торговельно-економічну, науково-технічну, гуманітарну, правоохоронну та ін. Ця база є розгалуженою і достатньо ефективною та включає 53 двосторонні документи, серед яких — 3 міждержавні угоди, 15 міжурядових та 35 міжвідомчих. Ключовими документами є: Договір між Україною та Естонською Республікою про дружбу і співробітництво (26.05.1992 р.) та Угода між Урядом України та Урядом Естонської Республіки про економічне, промислове та науково-технічне співробітництво (15.01.2007 р.).
Естонія, як учасник Київської конференції донорів чорнобильських проєктів 19 квітня 2011 року, зробила внесок 36 тис. дол.
16 листопада 2011 року Надзвичайний та Повноважний Посол Естонської Республіки Лаурі Лепік вручив вірчі грамоти Президенту України Віктору Януковичу.

## Політичні відносини між Україною та Естонією на рівні глав держав
26 травня 1992 року — офіційний візит Президента України Л.Кравчука до Естонської Республіки. Підписано Договір про дружбу та співробітництво між Україною та Естонською Республікою.
24-25 травня 1995 року — державний візит Президента України Л.Кучми до Естонської Республіки в ході якого відбулися зустрічі з Президентом Естонії Л. Мері, прем'єр-міністром Т. Вяхі, спікером парламенту Т. Саві; підписано Декларацію про поглиблення співробітництва і партнерства між Україною та Естонською Республікою, пакет інших двосторонніх документів.
27 травня 1997 року — робочий візит Президента України Л.Кучми до Естонської Республіки в ході якого відбулась зустріч президентів п'яти держав: України, Польщі, Латвії, Литви, Естонії.
27 травня 2006 року — Робочий візит Президента України В.Ющенка до Естонської Республіки.

## Програма співробітництва в сфері культури на 2012–2016 роки
Підписання Програми співробітництва в сфері культури між Міністерством культури України та Міністерством культури Естонської Республіки на 2012–2016 роки відбулося 30 листопада в рамках триденного офіційного візиту до України Міністра культури Естонської Республіки Рейна Ланга та Міністра закордонних справ Естонської Республіки Урмаса Паета.
З української сторони Програму підписав Перший заступник Міністра культури Юрій Богуцький, з естонської — Міністр культури Рейн Ланг.
Під час зустрічі Юрія Богуцького та Рейна Ланга, що пройшла в Будинку Митрополита Національного заповідника «Софія Київська», сторони обговорили питання розвитку культури двох країн, питання державної політики України та Естонії щодо роботи із національними меншинами та релігійними організаціями, законодавчі ініціативи урядів обох країн у галузі культури тощо.
Міністр культури Естонської Республіки Рейн Ланг зауважив, що на сьогоднішньому етапі Україна може стати прикладом для багатьох країн, у тому числі, і для країн Євросоюзу, у питанні налагодження міжнаціональних та міжрелігійних відносин всередині країни. Також сторони обговорили стан кіногалузі в Україні та Естонії.
«За останній рік в Естонії було знято 9 художніх фільмів, що для країни з населенням у 1,3 мільйони є безперечним досягненням, яким ми можемо пишатись. Естонський уряд взяв участь у створенні цих фільмів — нами було виділено до 70% коштів для їх фінансування. Сьогодні багато наших продюсерів мають бажання знайти партнерів для створення якісного кінематографу не тільки всередині країни, а й за її межами. І ми дуже зацікавлені у реалізації спільних кінопроєктів з Україною», — зазначив Міністр культури Естонської республіки.
У відповідь Юрій Богуцький зауважив, що Україна вітає таку співпрацю: «Ми готові організувати відповідні зустрічі на усіх можливих рівнях та підтримати усі спільні культурні проєкти з Естонією».
Насамкінець сторони урочисто підписали Програму співробітництва в сфері культури між Міністерством культури України та Міністерством культури Естонської Республіки на 2012–2016 роки. Зазначена Програма стане дієвим інструментом в активізації та розвитку культурного обміну між двома дружніми державами.
Також в рамках візиту до України Міністра культури Естонської Республіки Рейна Ланга та Міністра закордонних справ Естонської Республіки Урмаса Паета передбачається урочисте відкриття нового Посольства Естонської Республіки в Україні, відвідання опери Джакомо Пуччіні «Мадам Батерфляй» у Національній опері України ім. Т. Г. Шевченка та ювілейного концерту видатного естонського музичного ансамблю «Hortus Musicus» у Національній філармонії України.